# Ananasessens
Ananasessens är två estrar, amylbutyrat och etylbutyrat, samt en av dessa estrar framställd frukteter med doft av ananas. Båda estrarna är oljehaltiga vätskor med kokpunkt vid 176 °C respektive 120 °C. Ananasessens används av konditorier och vid tillverkning av karameller, samt som smaksättning vid drinkblandning.